# ヴャチェスラフ・ヴォロージン
ヴャチェスラフ・ヴィクトロヴィチ・ヴォロージン（ロシア語: Вячесла́в Ви́кторович Воло́дин、ラテン文字転写の例：Vyacheslav Viktorovich Volodin、1964年2月4日 - ）は、ロシア連邦の政治家、法学者。法学博士。大統領府第一副長官、副首相兼官房長官、統一ロシア総評議会総書記、国家院副議長などを歴任し、国家院議長を務めている。

## 経歴・概要
1964年2月4日にロシア・ソビエト連邦社会主義共和国のサラトフに誕生する。1985年にソビエト連邦共産党に入党。1986年にミハイル・カリーニン名称サラトフ農業機械大学を卒業する。また、後にロシア公務員アカデミーを修了している。1986年に教壇に立ち、ヴォルガ州公務員アカデミー国家建設部の監督・管理に当たり、現在は同アカデミー憲法学教授を務めている。1990年にサラトフ市議会議員・1992年にサラトフ行政府副長官（副市長）・1994年にサラトフ州副議長・1996年にサラトフ州副知事を務める。1996年にロシア内務省サンクトペテルブルク大学から研究論文『ロシアの連邦構成体：権限、法律、管理の諸問題』に対して博士号が授与された。

### ロシア連邦下院選挙
1999年ロシア連邦下院選挙に祖国・全ロシアから当選する。当選後は祖国会派の副代表を経て代表となり、同年12月に第3期下院副議長となった。2003年ロシア連邦下院選挙でバラコヴォ小選挙区から立候補して82パーセントの得票で再選される。第4期国家会議では下院副議長・統一ロシア会派第一副代表・2005年から統一ロシア党総評議会幹部会書記を務め、2007年ロシア連邦下院選挙で3選を果たした。2009年にモスクワ大学公共行政学部国家建設科長に就任した。2010年10月21日に副首相兼官房長官だったセルゲイ・ソビャーニンがモスクワ市長に転出したことを受け、後任に就任した。2011年12月27日に大統領府第一副長官に任命される。

### 2012年ロシア連邦大統領選挙
2012年ロシア連邦大統領選挙では、プーチン陣営の選挙対策本部長を務めた。

### 国家院議長
2016年9月23日にプーチン大統領により次期国家院議長に指名された。ロシアでは大統領は国家院議長を任命する権限を持たず、ヴォロージンが国家院議長に就任するためには国家院での多数の賛成を得なければならない。しかし2016年ロシア連邦下院選挙でヴォロージンの所属する与党の統一ロシアが単独で4分の3以上の議席を獲得する地滑り的大勝利を収めており、その上既に前日の22日にはプーチン大統領が現職のナルイシキン国家院議長に対して10月5日から対外情報庁長官を務めるよう任命しているので、このままプーチン大統領の意向を受けてヴォロージンが次期国家院議長に選出される公算が極めて高い。2016年10月5日に国家院が召集されると本会議冒頭で450人中404票の賛成をもって国家院議長に選出された。

## 叙勲
友好勲章・功労勲章・祖国功労勲章を受章した。